# 3679 Condruses
A 3679 Condruses (ideiglenes jelöléssel 1984 DT) a Naprendszer kisbolygóövében található aszteroida. Henri Debehogne fedezte fel 1984. február 24-én.